# Guerres de l'Azerbaidjan
Aquesta pàgina fa referència a aquelles guerres en què s'ha vist involucrada Azerbaidjan durant la seva primera independència entre 1918-1920 i la seva segona independència des de 1991.
| Inici | Fin     | Nom del Conflicte                | Bel·ligerants (excloent l'Azerbaidjan)                      | Bel·ligerants (excloent l'Azerbaidjan)                                         | Resultat |
| Inici | Fin     | Nom del Conflicte                | Aliats                                                      | Enemics                                                                        | Resultat |
| ----- | ------- | -------------------------------- | ----------------------------------------------------------- | ------------------------------------------------------------------------------ | --- |
| 1918  | 1920    | Guerra armeno-àzeria             | Imperi Otomà                                                | República Democràtica de l'Armènia República de l'Armènia Muntanyenca          | Indecís Sovietització d'Armènia i l'Azerbaidjan                                                                                                 |
| 1998  | 1994    | Guerra de Nagorno-Karabakh       | Mujahidí afganesos Voluntaris txetxens Mercenaris de la CEI | Armènia Alt Karabakh Mercenaris de la CEI                                      | Victòria militar armènia Cessament del foc després del tractat de 1994 signat pels representants d'Armènia, Azerbaidjan i Nagorno Karabakh      |
| 2001  | En curs | Guerra de l'Afganistan           | Afganistan · Estats Units d'Amèrica · ISAF ·                | Emirat Islàmic de l'Afganistan                                                 | Caiguda del règim talibà Permanent insurrecció talibà                                                                                           |
| 2020  | 2020    | Guerra de l'Alt Karabakh de 2020 | Turquia · Israel (Proveïdor d'armes)                        | Armènia · República d'Artsakh · Diàspora armènia · Proveïdor d'armes: · Rússia | Acord de fi d'hostilitats de l'Alt Karabakh de 2020 Azerbaidjan recupera el districte de Kəlbəcər, el districte d'Ağdam i el districte de Laçın |